# 村石米齋
村石 米齋（むらいし べいさい、1949年10月13日 - ）は、日本の水墨画家、書道家である。
福岡県柳川市に、書道教諭の子として生まれる。福岡教育大学特設書道科を卒業後、九州大学文学部美学美術史研究室の研究生を経て、県立高等学校で書道教諭を勤めた。
学生時代より国宝等の模写などにより水墨画を独学で学び、数回の個展を経て、大徳寺興臨院に襖絵を納めた。
フィラデルフィア美術館に数点の書が収蔵されている。

## 主な活動
- 1993 パリと東京にて個展
- 1994 大徳寺興臨院襖絵の制作を開始
- 2001 ロンドンにて開催されたJAPAN FESTA 2001に出展
- 2006 NHKハイビジョン特集『天才画家の肖像「雪舟　画聖と呼ばれた男」』に出演、「秋冬山水図（冬景図）」の実物大模写を行った
- 2008 大徳寺興臨院襖絵の完成
- 2008 NHK教育テレビジョン『新日曜美術館　王羲之「蘭亭序」なぜ書の最高峰といわれるのか』に出演、同書の臨書を行った